# Tatra T2

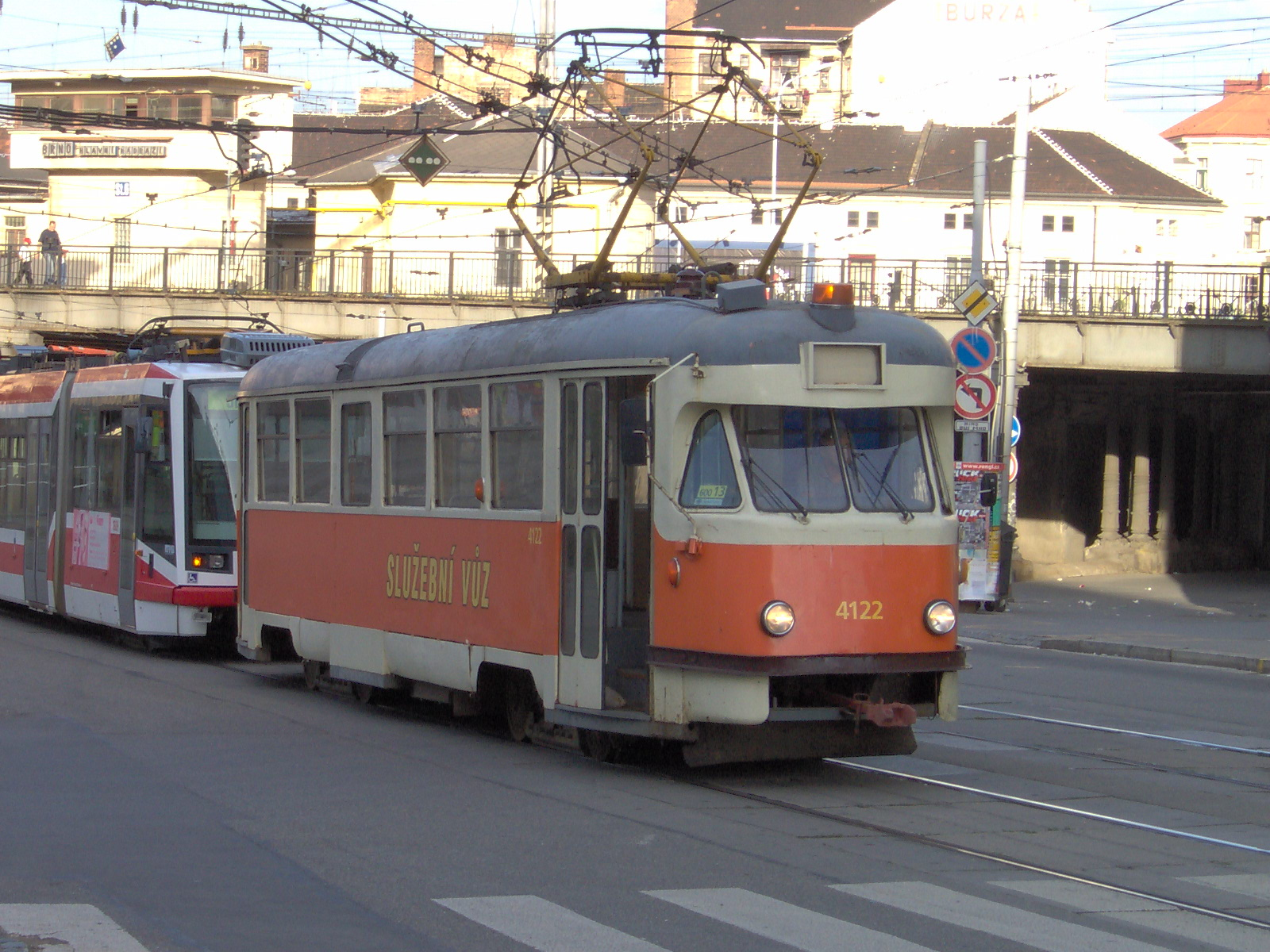
Tatra T2R (modernisierter T2) als Dienstfahrzeug in Brünn

Tatra T2 ist die Typenbezeichnung für einen Straßenbahnwagen des Herstellers Vagonka Tatra Smíchov, der nach dem amerikanischen PCC-System konstruiert wurde. Insgesamt wurden zwischen 1955 und 1962 771 Fahrzeuge gebaut. Der T2 wurde als Einheitsstraßenbahnwagen für die Tschechoslowakei gebaut.

## Typen

### T2
1955 wurden zwei Probewagen in Prag getestet, sie erhielten die Nummern 6001 und 6002. Erst ab dem Jahre 1958 wurden Serienfahrzeuge an fast alle Straßenbahnbetriebe der Tschechoslowakei ausgeliefert, nur in Jablonec nad Nisou und Prag kamen die Wagen nicht zum Einsatz, da in Jablonec noch über den Verbleib der Meterspurstrecken diskutiert wurde und das Netz der tschechischen Hauptstadt noch nicht für den Betrieb mit 2,5 m breiten Fahrzeugen ausgelegt war. 
Anders als ihre Vorgänger vom Typ T1 waren sie robuster gebaut und dadurch auch langlebiger. Die meisten Fahrzeuge wurden bis in die 1980er Jahre ausgemustert, wobei heute noch einige Museumsfahrzeuge und Arbeitswagen erhalten sind. Lediglich in Liberec wurden T2 noch (erst seit 1995 wieder) bis 2018 planmäßig eingesetzt, nachdem diese schon mal 1988 aus dem Bestand ausgeschieden waren. Dabei handelte es sich um Fahrzeuge, die gebraucht aus Ostrava gekauft worden waren, da im Zuge der Umspurung der Strecken auf Normalspur vermehrt normalspurige Fahrzeuge benötigt wurden. Die beiden letzten im regelmäßigen Einsatz stehenden T2 weltweit waren daher die Wagen 26 und 27 in Liberec. Der Betrieb mit T2 auf Normalspur endete im Frühjahr 2006, der Einsatz unmodernisierter T2 am 26. August 2006 mit dem Ende der Baustellen an der Überlandbahn. Einige Fahrzeuge wurden in den 1960er Jahren bereits äußerlich und teilweise auch technisch den Nachfolgetypen T3 angepasst.

### T2SU
380 Fahrzeuge gelangten mit der Bezeichnung T2SU in die Sowjetunion, wo sie sich bis in die 1980er Jahre im Linienbetrieb behaupteten. Im Gegensatz zu den T2-Fahrzeugen wurde bei den später gelieferten T2SU auf die mittlere Doppeltür verzichtet, wodurch sich eine höhere Sitzplatzanzahl ergab. Die ersten Wagen wiesen allerdings auch drei Türen auf. Zudem wurden einige Wagen für den Betrieb unter den harten klimatische Bedingungen der Sowjetunion ausgelegt.

## Lieferungen
| Staat            | Stadt          | Typ    | Lieferungsjahre | Stückanzahl | Nummerierung |        |
| ---------------- | -------------- | ------ | --------------- | ----------- | ------------ | ------ |
| Sowjetunion      | Kiew           | Т2SU   | 1960–1962       | 50          | 5002–5051    | [ 2 ]  |
| Sowjetunion      | Kuibyschew     | Т2SU   | 1958–1962       | 43          | 501–542      | [ 3 ]  |
| Sowjetunion      | Leningrad      | Т2SU   | 1959            | 2           | 1001, 1003   | [ 4 ]  |
| Sowjetunion      | Moskau         | Т2SU   | 1959–1962       | 180         | 301–480      | [ 3 ]  |
| Sowjetunion      | Rostow am Don  | Т2SU   | 1958–1959       | 40          | 321–360      | [ 4 ]  |
| Sowjetunion      | Swerdlowsk     | Т2SU   | 1958–1962       | 65          | 301–367      | [ 4 ]  |
| Tschechoslowakei | Bratislava     | Т2     | 1959–1962       | 66          | 201–266      | [ 5 ]  |
| Tschechoslowakei | Brünn          | Т2     | 1958–1962       | 94          | 401–494      | [ 6 ]  |
| Tschechoslowakei | Košice         | T2     | 1958–1962       | 31          | 211–242      | [ 7 ]  |
| Tschechoslowakei | Liberec        | T2     | 1959–1961       | 14          | 10–23        | [ 8 ]  |
| Tschechoslowakei | Most–Litvínov  | T2     | 1961–1962       | 36          | 235–270      | [ 9 ]  |
| Tschechoslowakei | Olomouc        | T2     | 1960–1961       | 4           | 111–114      | [ 10 ] |
| Tschechoslowakei | Ostrava        | T2     | 1958–1962       | 100         | 600–699      | [ 11 ] |
| Tschechoslowakei | Pilsen         | T2     | 1960–1962       | 26          | 134–159      | [ 12 ] |
| Tschechoslowakei | Prag           | T2     | 1955            | 2           | 6001–6002    | [ 13 ] |
| Tschechoslowakei | Ústí nad Labem | T2     | 1960–1962       | 18          | 151–168      | [ 14 ] |
| Summe:           | Summe:         | Summe: | Summe:          | 771         |              |        |